# 引田城
引田城（ひけたじょう）は、香川県東かがわ市引田にあった日本の城。国の史跡に指定されている。

## 概要
引田城は城山と言われる山にある平山城で、初期の頃は、尾根伝いにコの字型に展開し、四隅には櫓を備えていた。現在の遺構は、四隅の櫓の内、北と西の2つの櫓を中心に残っている。
引田城は高松城や丸亀城と同じく生駒氏時代の城であるが、その後香川の歴史上から消え去っている。それは同じく高松城の支城であった丸亀城のように、その後再築されなかった事も要因の一つだと言われている。
1615年（元和元年）の一国一城令で廃城になった後、城がいつ取り壊されたかは不明で、長らく忘れられた存在だった。しかし、文化財として調査・保存の機運が高まり、2000年（平成12年）12月20日に「城山国有林（引田城址）」として市指定史跡に指定されていた。
その後2020年（令和2年）3月10日に東かがわ市内初の国の史跡に指定された。

## 沿革
- 室町時代末期 寒川氏に属する四宮右近の居城になる。
- 1570年（元亀元年）、三好氏に攻められ寒川氏は城を引き渡す。
- 1583年（天正11年）、仙石秀久が入城。
- 1584年（天正12年）、秀久は長宗我部軍に引田表で敗れるが、羽柴秀吉の四国平定後に再び秀久が入城。
- 1587年（天正18年）、生駒親正が讃岐一国を得て入城するが、同年引田城が讃岐の東に偏っていたので聖通寺城に移る。
- 1615年（元和元年）、一国一城令で廃城。
- 2017年（平成29年）4月6日、続日本100名城（177番）に選定された[1]。
- 2020年（令和2年）3月10日、国の史跡に指定[1][3]。

## 交通アクセス
- 高徳線 引田駅 徒歩20分